# Arquidiócesis de Oklahoma City
La arquidiócesis de Oklahoma City (en latín: Archidioecesis Oklahomapolitana y en inglés: Roman Catholic Archdiocese of Oklahoma City) es una circunscripción eclesiástica de la Iglesia católica en Estados Unidos. Se trata de una arquidiócesis latina, sede metropolitana de la provincia eclesiástica de Oklahoma City. Desde el 16 de diciembre de 2010 su arzobispo es Paul Stagg Coakley.

## Territorio y organización
La arquidiócesis tiene 109 997 km² y extiende su jurisdicción sobre los fieles católicos de rito latino residentes en 4 condados del estado de Oklahoma: Alfalfa, Beaver, Beckham, Blaine, Caddo, Canadian, Carter, Cimarron, Cleveland, Comanche, Cotton, Custer, Dewey, Ellis, Garfield, Garvin, Grady, Grant, Greer, Harmon, Harper, Jackson, Jefferson, Johnston, Kay, Kingfisher, Kiowa, Lincoln, Logan, Love, Major, Marshall, McClain, Murray, Noble, Oklahoma, Pontotoc, Pottawatomie, Roger Mills, Seminole, Stephens, Texas, Tillman, Washita, Woods y Woodward.
La sede de la arquidiócesis se encuentra en la ciudad de Oklahoma City, en donde se halla la Catedral de Nuestra Señora del Perpetuo Socorro.
La arquidiócesis tiene como sufragáneas a las diócesis de: Little Rock y Tulsa.
En 2021 en la arquidiócesis existían 61 parroquias. 

## Historia
La prefectura apostólica del Territorio Indio fue erigida el 14 de mayo de 1876 a partir de la diócesis de Little Rock.
El 29 de mayo de 1891 la prefectura apostólica fue elevada a vicariato apostólico con el breve Romani pontifices del papa León XIII.
El 17 de agosto de 1905, en virtud del breve In hac sublimi del papa Pío X, fue elevada a diócesis con el nombre de diócesis de Oklahoma.
El 14 de noviembre de 1930 pasó a llamarse diócesis de Oklahoma City-Tulsa.
El 13 de diciembre de 1972, como resultado de la bula De sanctae Christi del papa Pablo VI, la diócesis se dividió, dando lugar a la actual arquidiócesis metropolitana de Oklahoma City y a la diócesis de Tulsa.

## Estadísticas
Según el Anuario Pontificio 2022 la arquidiócesis tenía a fines de 2021 un total de 178 502 fieles bautizados.
| Año                                                                             | Población            | Población | Población      | Sacerdotes | Sacerdotes    | Sacerdotes    | Bautizados por sacerdote | Diáconos permanentes | Religiosos | Religiosos | Parroquias |
| Año                                                                             | Bautizados católicos | Total     | % de católicos | Total      | Clero secular | Clero regular | Bautizados por sacerdote | Diáconos permanentes | Varones    | Mujeres    | Parroquias |
| ------------------------------------------------------------------------------- | -------------------- | --------- | -------------- | ---------- | ------------- | ------------- | ------------------------ | -------------------- | ---------- | ---------- | ---------- |
| 1950                                                                            | 74 037               | 2 750 000 | 2.7            | 201        | 108           | 93            | 368                      |                      | 111        | 714        | 176        |
| 1966                                                                            | 109 234              | 2 328 284 | 4.7            | 282        | 206           | 76            | 387                      |                      | 102        | 668        | 202        |
| 1970                                                                            | 114 627              | 2 500 312 | 4.6            | 252        | 179           | 73            | 454                      |                      | 105        | 630        | 125        |
| 1976                                                                            | 67 063               | 1 451 914 | 4.6            | 145        | 106           | 39            | 462                      |                      | 62         | 268        | 120        |
| 1980                                                                            | 67 093               | 1 624 900 | 4.1            | 141        | 103           | 38            | 475                      | 16                   | 83         | 278        | 110        |
| 1990                                                                            | 79 797               | 1 881 200 | 4.2            | 128        | 94            | 34            | 623                      | 42                   | 50         | 182        | 71         |
| 1999                                                                            | 92 391               | 2 029 100 | 4.6            | 127        | 96            | 31            | 727                      | 60                   | 10         | 153        | 72         |
| 2000                                                                            | 99 701               | 2 217 374 | 4.5            | 123        | 99            | 24            | 810                      | 60                   | 36         | 158        | 72         |
| 2001                                                                            | 98 225               | 2 224 000 | 4.4            | 129        | 105           | 24            | 761                      | 63                   | 37         | 154        | 71         |
| 2002                                                                            | 103 213              | 2 268 480 | 4.5            | 130        | 106           | 24            | 793                      | 60                   | 36         | 142        | 72         |
| 2003                                                                            | 103 237              | 2 271 129 | 4.5            | 137        | 109           | 28            | 753                      | 76                   | 41         | 138        | 71         |
| 2004                                                                            | 103 988              | 2 403 280 | 4.3            | 130        | 102           | 28            | 799                      | 75                   | 41         | 138        | 71         |
| 2013                                                                            | 113 800              | 2 634 000 | 4.3            | 132        | 102           | 30            | 862                      | 95                   | 39         | 74         | 64         |
| 2016                                                                            | 118 007              | 2 691 000 | 4.4            | 137        | 107           | 30            | 861                      | 96                   | 37         | 80         | 72         |
| 2019                                                                            | 125 000              | 2 198 400 | 5.7            | 123        | 96            | 27            | 1016                     | 110                  | 35         | 69         | 63         |
| 2021                                                                            | 178 502              | 2 231 272 | 8.0            | 117        | 96            | 21            | 1525                     | 99                   | 29         | 54         | 61         |
| Fuente: Catholic-Hierarchy, que a su vez toma los datos del Anuario Pontificio. |                      |           |                |            |               |               |                          |                      |            |            |            |

## Episcopologio
- Isidore Robot, O.S.B. † (14 de mayo de 1876-15 de febrero de 1887 falleció)
- Ignatius Jean, O.S.B. † (1887-abril de 1890 renunció)
- Theophile Meerschaert † (2 de junio de 1891-21 de febrero de 1924 falleció)
- Francis Clement Kelley † (25 de junio de 1924-1 de febrero de 1948 falleció)
- Eugene Joseph McGuinness † (1 de febrero de 1948 por sucesión-27 de diciembre de 1957 falleció)
- Victor Joseph Reed † (21 de enero de 1958-7 de septiembre de 1971 falleció)
- John Raphael Quinn † (30 de noviembre de 1971-16 de febrero de 1977 nombrado obispo de San Francisco)
- Charles Alexander Kazimieras Salatka † (27 de septiembre de 1977-24 de noviembre de 1992 retirado)
- Eusebius Joseph Beltran (24 de noviembre de 1992-16 de diciembre de 2010 retirado)
- Paul Stagg Coakley, desde el 16 de diciembre de 2010